# Raßnitz
Raßnitz is een plaats en voormalige gemeente in de Duitse deelstaat Saksen-Anhalt, en maakt deel uit van de Landkreis Saalekreis.
Raßnitz telt 946 inwoners.

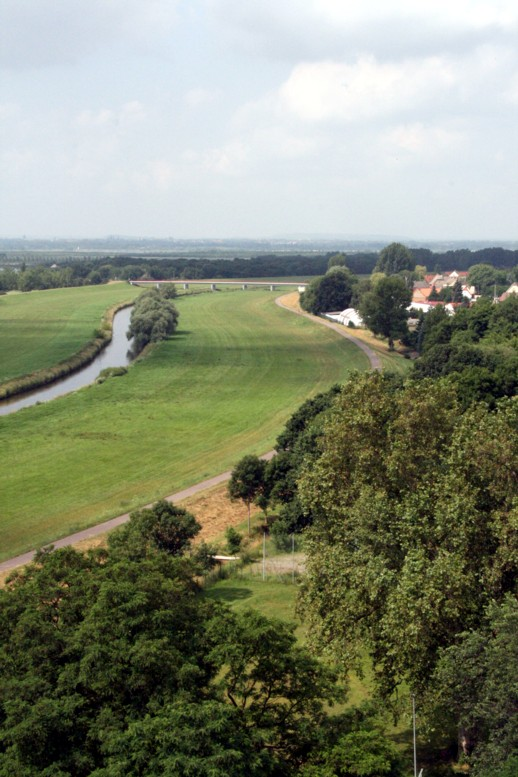
Raßnitz
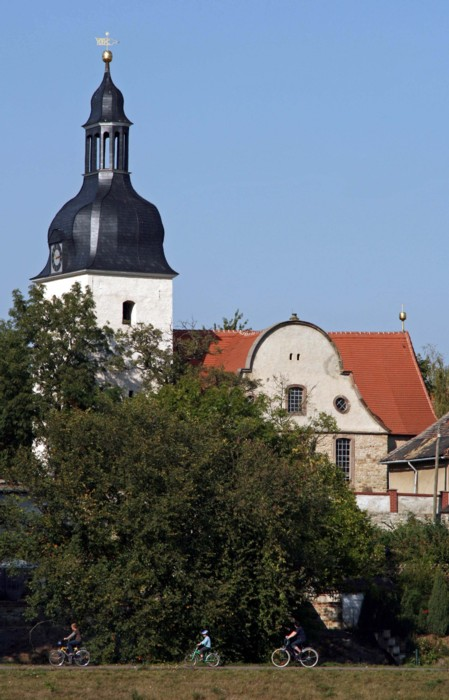
Michaeliskerk